# Earle Herrera
Earle Herrera Silva (San José de Guanipa, Anzoátegui; 23 de abril de 1949-Caracas, 19 de diciembre de 2021) fue un periodista y político venezolano. Diputado a la Asamblea Nacional de Venezuela (2006-2021) y miembro de la Asamblea Constituyente de 2017 y de la Constituyente de 1999.

## Biografía
Hijo de Pedro Herrera y Ana Silva, fue el quinto de nueve hermanos. Fue profesor de la Escuela de Comunicación Social en la Universidad Central de Venezuela y se desempeñó como diputado a la Asamblea Nacional por el PSUV. En su labor como articulista de opinión destaca la sátira social, durante muchos años en las páginas de El Nacional. Ha estado vinculado a la creación de revistas culturales como Libros al Día y El Sádico Ilustrado. En 2012 fue designado como representante de la Asamblea Nacional ante el Consejo de Estado, órgano que integra las diferentes instancias y niveles del gobierno venezolano. Condujo el programa de opinión Kiosko Veráz por el canal estatal Venezolana de Televisión.
Los relatos de Sábado que nunca llega (1982) han sido traducidos al ruso. Recibió cuatro veces el Premio Nacional de Periodismo, así como el Premio Municipal de Literatura del Distrito Federal (Poesía) (1977), y el Premio Conac (Consejo Nacional de la Cultura) de Narrativa.

## Obras
Prosa y poesía
- 1978, A la muerte le gusta jugar con los espejos (libro de cuentos) - Mención especial Premio Municipal de Literatura.
- 1978, Penúltima tarde. Premio Municipal de Poesía de la ciudad de Caracas en 1977.
- 1979, Los caminos borrados
- 1982, Sábado que nunca llega
- 1988, Cementerio privado. Premio Consucre de Narrativa 1986.
- 1992, La neblina y el verbo. Orlando Araujo uno y múltiple
- 1995, Piedra derramada
- 1999, Rocinante comió muchas ciruelas en el parque
- 2009, Desmorir de amor
- 2010, Penúltima Tarde y Otras Tardes

Periodismo y crítica literaria
- 1978, ¿Por qué se ha reducido el territorio venezolano?
- 1984, Hay libidos que matan. Ecosonograma de un país
- 1987, La Magia de la crónica
- 1988, Estas risas que vencen las sombras. A-narco crónicas bajo reloj
- 1988, El reportaje, el ensayo. De un género a otro
- 1993, Caracas 9 mm. Valle de balas
- 1993, A 19 pulgadas de la eternidad. Del desAmparo al 27 de febrero. Epílogo de la Gran Venezuela
- 1996, Memorias incómodas de una barragana
- 1997, Periodismo de opinión. Los fuegos cotidianos
- 1999, De amor constituyente al amor constituido
- 2005, El que se robó el periodismo que lo devuelva
- 2011, Ficción y realidad en el Caracazo: Periodismo, literatura y violencia. Premio Nacional de Periodismo 2011.